# 新竹梅花鹿
新竹梅花鹿 （學名：Cervus nippon sintikuensis）又稱新竹古鹿，為梅花鹿的已滅絕亞種。模式標本發現於新竹，其化石分布於新竹縣、台中市、苗栗縣、台南市、和屏東縣等地。

## 外部連接
- 新竹古鹿左角  - 臺南左鎮化石園區